# (29449) Taharbenjelloun
(29449) Taharbenjelloun est un astéroïde de la ceinture principale, nommé d'après l'écrivain marocain Tahar Ben Jelloun.

## Description
(29449) Taharbenjelloun est un astéroïde de la ceinture principale. Il fut découvert le 29 août 1997 à Colleverde par Vincenzo Silvano Casulli. Il présente une orbite caractérisée par un demi-grand axe de 2,64 UA, une excentricité de 0,15 et une inclinaison de 13,4° par rapport à l'écliptique.